# Hainaut-i Filippa angol királyné
Hainaut-i Filippa vagy Philippe d'Avesnes de Hainaut  (Valenciennes, 1314. június 24. – Windsori kastély, 1369. augusztus 15.) volt I. Vilmos hainaut-i gróf lánya, III. Eduárd angol király felesége, 1330 és 1369 között Anglia királynéja.

## Élete
Filippa 1314. június 24-én született Valenciennes-ben, az Hainaut-i grófság egyik legfontosabb városában. Apja az Avesnes-családból származó I. Vilmos hainaut-i gróf, anyja Valois Johanna (1294 – 1352), III. Fülöp francia király unokája és VI. Fülöp testvére. Szülei nyolc gyermeke közül a negyedik, az öt lánytestvér közül a második volt. Nővérét, Margitot IV. Lajos német-római császár vette feleségül. Bátyjuk, II. Vilmos hainaut-i gróf halála után Hainaut, Holland és Zeeland grófságokat Margit örökölte, miután kiegyezett Filippával. Filippa férje, a későbbi III. Eduárd ugyan 1364-1365-ben felesége nevében vissza akarta követelni ezeket a területeket, de a Német-Római Birodalom területén fennálló szokásjog a férfiutódokat favorizálta és a területek Margit fiára, Vilmosra, majd öccsére Albertre szálltak.
Filippát állítólag érdekelték a tudományok, a tanulás és anyja, Johanna nyomán sokat olvasott. Johannának köszönhető, hogy a francia kultúra és irodalom meghonosodott a hainaut-i udvarban.

### Házassága

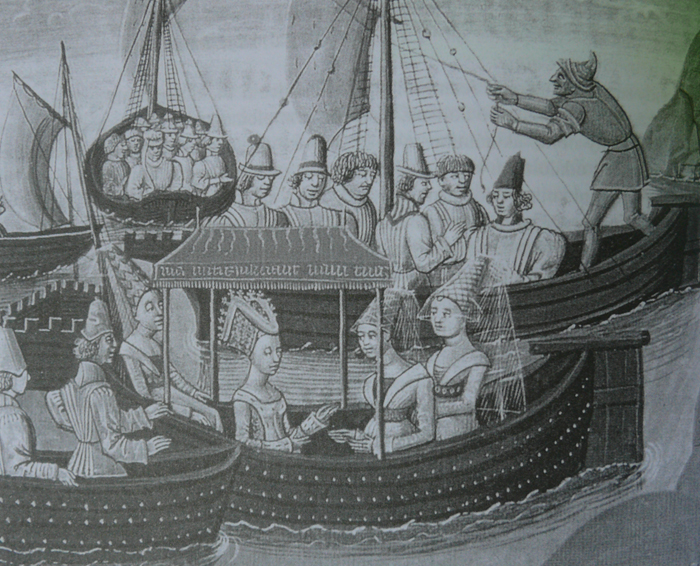
Hainaut-i Filippa és kísérete megérkezik Angliába.

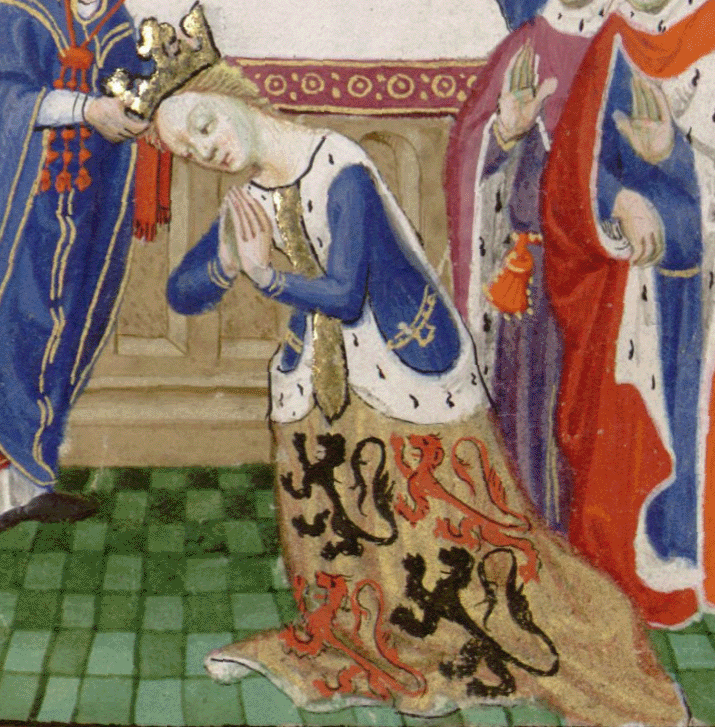
Filippa koronázása 1330-ban (Jean Froissart krónikájából)

II. Eduárd angol király 1322-ben határozta el, hogy Anglia számára előnyös lenne egy stratégiai szövetség a Flamand Grófsággal és a kontinensre küldte Walter de Stapledon exeteri érseket, hogy szerezzen fia számára menyasszonyt. Stapledon azonban nemcsak Flandriát, hanem a szomszédos Hainaut-t is felkereste, hogy megszemlélje I. Vilmos gróf lányait. A püspök meglehetősen kedvező leírást küldött II. Eduárdnak az akkor 8 éves Filippáról
1326 nyarán pedig Filippát eljegyezte Eduárd herceg, aki anyjával, Izabella angol királynéval érkezett Vilmos gróf udvarába segítséget kérve. Mivel a jegyesek másodunokatestvérek voltak, így a házasság létrejöttéhez pápai engedélyre is szükség volt, amelyet végül 1327 szeptemberében kaptak meg az Avignonban székelő XXII. János pápától. Filippa és kísérete, köztük nagybátyja, Hainaut-i János, 1327 decemberében érkeztek meg Angliába és december 23-án érték el Londont, ahol a feljegyzések szerint meleg fogadtatásban részesültek.
Az esküvőre 1328. január 24-én, a yorki katedrálisban került sor, 11 hónappal azután, hogy Eduárdot királlyá koronázták. Az esküvő után az ifjúpár az oxfordshire-i Woodstock palotába költözött és 1330. március 4-én Filippát is Anglia királynőjévé koronázták – addig Izabella anyakirályné nem akart lemondani a címről. A koronázásra a Westminsteri apátság templomában került sor, és júniusban megszületett a pár első gyermeke, Eduárd (a fekete herceg, aki egy évvel apja előtt halt meg).
1330 októberében Eduárd átvette a hatalmat, letartóztatta anyját és szeretőjét, akit később árulás vádjával kivégeztek. Izabella királyné pedig hátralevő éveit a norfolki Castle Rising kastélyban töltötte rabként. Filippa elkísérte férjét a skóciai és a kontinensen folytatott hadjáratokra is, ahol a százéves háború első összecsapásaira került sor. Filippa természetes kedvessége és együttérzése feltűnést keltett a kortársak körében, különösen azután, hogy lebeszélte férjét arról, hogy kivégeztesse az 1347-ben elfoglalt Calais hat elöljáróját.
Amikor férje hadjáratai idején Angliában maradt, régensként Filippa helyettesítette. A háborúk mellett felhívta férje figyelmét az angol gazdaság és kereskedelem támogatásának szükségességére. Jean Froissart történetíró patrónusa volt és számos nagy értékű, miniatúrákkal illusztrálni kódex tulajdonosa volt.

## Halála és emlékezete

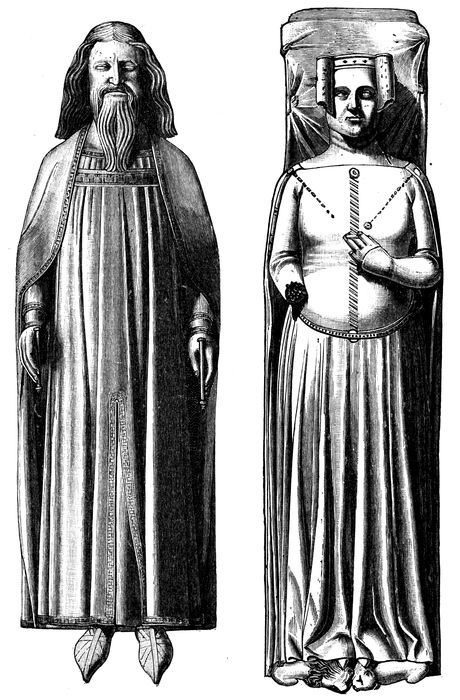
III. Eduárd és Filippa királyné képmásai Filippa síremlékén

A mindig is kicsit túlsúlyos Filippa élete vége felé kimondottan elhízott. Élete során összesen 14 gyermeknek adott életet, akik közül kilencet túlélt. 1369. augusztus 15-én érte a halál a windsori kastélyban, 53 éves korában. Halálát feltehetően ödéma okozta. Az utókor leginkább kedves, közvetlen természetére emlékezett. Pártfogoltja, Jean Froissart írta róla: "A legkedvesebb királyné, a legnyíltabb és a legudvariasabb a kortársai között". Joshua Barnes középkori író szerint: "Filippa királyné jó természetű és elbűvölő személy volt, aki túltett a legtöbb nemes hölgyön jó természet és erkölcsös viselkedés terén.".
1370. január 29-én állami tiszteletadás mellett temették el a Westminsteri Apátságban, sírja Hitvalló Eduárd kápolnájának déli részén található és egy Jean de Liège által faragott alabástrom képmása díszíti.

## Családja
Eduárd és Filippa házasságából tizenhárom gyermek született, köztük öt fiú, akik megérték a felnőttkort. A fiúk és számos leszármazottuk vetélkedése vezetett később a 15. században a rózsák háborúja néven ismert angol polgárháborúhoz.
- Eduárd (1330 – 1376), a "Fekete herceg", haláláig walesi herceg.
- Izabella (1332 – 1379)
- Johanna (1335 – 1348)
- Vilmos (1337)
- Antwerpeni Lionel (1338 – 1368), aki becenevét születési helyéről kapta. Clarence hercege
- Genti János (1340 – 1399), Lancaster hercege
- Edmund (1341 – 1402), York hercege
- Blanka (1342)
- Mária (1344 – 1362)
- Margit (1346 – 1361)
- Tamás (1347 – 1348)
- Vilmos (1348)
- Tamás (1355 – 1397), Gloucester 1. hercege

## Leszármazása
Filippa maga is angol királyi vérből származott, mivel egyik őse Blois István angol király volt, akinek az egyik unokája, Matilda I. Henrik brabanti herceghez ment feleségül. Lányuk, Brabanti Matilda VI. Flóris holland gróf felesége lett, a házasságból származó Holland Adél pedig I. János hainaut-i gróf felesége lett, az ő dédunokájuk volt Filippa.
Ha megvizsgáljuk Filippa felmenőit, az Árpád-ház, a magyar királyi dinasztia neve is felbukkan, mivel Filippa anyósának nagyanyja, Aragón Izabella anyai nagyapja nem más volt, mint II. András magyar király a 13. századból. (II. András nagyapja II. Géza magyar király volt, nagyanyja pedig Kijevi Eufrozina, aki Gitta unokája volt. Wessex-i Gitta hercegnő II. Harold leánya volt.) Egyszóval Filippa igen előkelő ősökkel rendelkezett, hiszen egyik dédapja nápolyi király volt, a másik francia uralkodó, a harmadik Aragónia királya volt, míg a negyedik Magyarország uralkodója volt.

## Fordítás
- Ez a szócikk részben vagy egészben  a   Philippa of Hainault című angol Wikipédia-szócikk fordításán alapul.  Az eredeti cikk szerkesztőit annak laptörténete sorolja fel. Ez a jelzés csupán a megfogalmazás eredetét és a szerzői jogokat jelzi, nem szolgál a cikkben szereplő információk forrásmegjelöléseként.